# 홋카이도도 제112호선

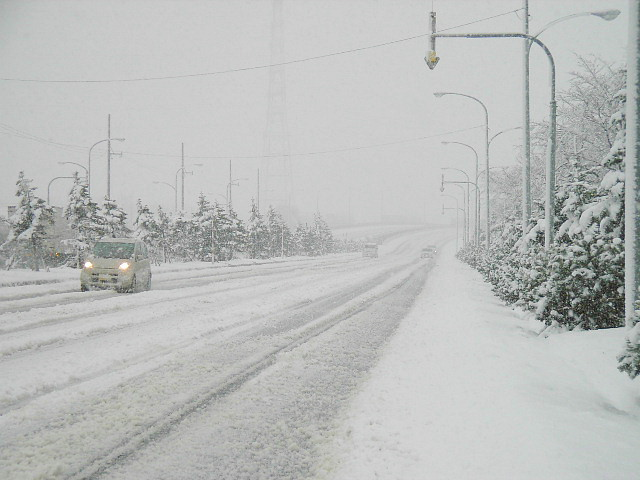
삿포로시 구간 (2004년 12월)

112번 홋카이도도(일본어: 北海道道112号札幌当別線→홋카이도도 112호 삿포로-도베쓰선)은 홋카이도 삿포로시 히가시구에서 이시카리군 도베쓰정까지 이어지는 일본의 주요 지방도 노선이다. 삿포로시 히가시구에 있는 기점에서는 274번 국도, 이시카리군 도베쓰정에 있는 종점에서는 81번 홋카이도도와 교차한다.

## 같이 보기
- 도도부현도